# Šťastný nový rok 2: Dobro došli
Šťastný nový rok 2: Dobro došli je slovensko-česká romantická komedie režiséra Jakuba Kronera a scenáristky Adriany Kronerové. Jedná se o pokračování filmu Šťastný nový rok, jehož postavy se  v tomto filmu místo Vysokých Tater ocitnou v Chorvatsku, kde má proběhnout svatba Marka a Hany. Autorem videoklipu k filmu, s názvem Vezmi si ma, je herec Daniel Fischer, který skladbu nahrál se svou skupinou Orchester Jeana Valjeana.
V hlavních rolích se, stejně jako v prvním dílu, objevili Táňa Pauhofová, Zuzana Norisová, Antónia Lišková, Gabriela Marcinková, Ján Koleník, Tomáš Maštalír a Marek Majeský. Nové postavy ztvárnili Dagmar Havlová, Jozef Vajda nebo Marek Vašut.
Film měl v českých kinech premiéru 30. prosince 2021.

## Obsazení
| Táňa Pauhofová      | Hana         |
| Zuzana Norisová     | Barbi        |
| Antónia Lišková     | Marcela      |
| Gabriela Marcinková | Veronika     |
| Ján Koleník         | Marek        |
| Marco Bonini        | Marco        |
| Marek Majeský       | Peťo         |
| Tomáš Maštalír      | Tomino       |
| Dagmar Havlová      | Rebeka       |
| Jozef Vajda         | Ernest       |
| Emília Vášáryová    | Elena        |
| Jiří Bartoška       | Štefan       |
| Petr Vaněk          | šofér Rudolf |
| Nina Petrikovičová  | Nela         |
| Karolína Tkáčová    | Sofi         |
| Anna Kadeřávková    | Valika       |
| Toni Gojanović      | Zlatko       |
| Marek Vašut         | otec Hany    |
| Ondrej Kovaľ        | oddávající   |
| Goran Bohdan        | vinař        |

## Recenze
Film získal od filmových kritiků povětšinou podprůměrná hodnocení:
- Karolina Benešová, Červený koberec, 29. prosince 2021, [3]
- Mojmír Sedláček, MovieZone.cz, 29. prosince 2021, [4]
- Mirka Spáčilová, IDNES.cz, 30. prosince 2021, [5]
- Věra Míšková, Právo, 2. ledna 2022, [6]
- Jakub Peloušek, EuroZprávy.cz, 16. ledna 2022, [7]